# Єдловець (притока Ольшави)
Єдловец (словац. Jedľovec) — річка в Словаччині у регіоні Шариш,  притока Олшави, протікає в округах Пряшів і Кошиці-околиця.
Довжина — 15.1 км. Витік знаходиться в масиві Солоні гори — на висоті приблизно 830 метрів (схил гори Дубнік). Протікає територією сіл Червениця і Опіна.
Впадає у Олшаву на висоті приблизно 345 метрів.
Притоки
- праві
  - безіменні
- ліві
  - безіменні